# Contea di Chester (Carolina del Sud)
La contea di Chester (in inglese Chester County) è una contea dello Stato della Carolina del Sud, negli Stati Uniti. La popolazione al censimento del 2000 era di 34 068 abitanti. Il capoluogo di contea è Chester.

## Geografia
La contea si trova nel centro-nord dello Stato. Si tratta di una regione collinare e boschiva tra i fiumi Catawba e Broad. Nella contea si trova la foresta nazionale di Sumter.

### Contee confinanti
- Contea di York - nord
- Contea di Lancaster - est
- Contea di Fairfield - sud
- Contea di Union - ovest

## Storia
L'area era una zona cuscinetto tra i nativi Cherockee e Catawba. La contea fu istituita nel 1785 e fu chiamata come la contea di Chester in Pennsylvania poiché molti coloni venivano da lì.

## Comuni
L'unica city è Chester, il capoluogo.

### Towns
- Fort Lawn
- Great Falls
- Lowrys
- Richburg

### Census-designated places
- Eureka Mill
- Gayle Mill